# El último matrimonio feliz
El último matrimonio feliz foi uma telenovela colombiana produzida e exibida pela RCN Televisión entre 21 de janeiro de 2008 e 22 de abril de 2009.
Foi escrita por Adriana Suárez e Pedro Miguel Rozo e é considerada pelos críticos de televisão colombiana como una produção impecável.
A trama foi protagonizada pelos casais Alejandra Borrero e Ricardo Vélez; Coraima Torres e Jorge Cao; Valerie Domínguez e Elkin Díaz; Carmenza Gómez e Diego Vélez; Yuli Ferreira e Quique Mendoza; Cristina Campuzano e Juan Pablo Espinosa, e antagonizada por Gloria Gómez.

## Elenco
- Alejandra Borrero - Antonia Palacio
- Coraima Torres - Camila Andrade / Marleny Penagos
- Carmenza Gómez - Margot Álvarez
- Valerie Domínguez - Barbara Mantilla
- Yuli Ferreira - Yorley Zúñiga
- Cristina Campuzano - Paulina Flores
- Ricardo Vélez -  Patricio González
- Juan Pablo Espinosa - Carlos García
- Jorge Cao - Manuel Gómez
- Marlon Moreno -  Bernardo Torres
- Diego Vélez - Armando Sotelo
- Elkin Díaz -   Jesus
- Gonzalo Vivanco - Vicente De Los Ríos
- Marcelo Dos Santos - Andrés Salamanca
- Gloria Gómez -  Doña Matilde
- Fabio Rubiano - Emilio Ángel
- Quique Mendoza - Mario
- Bianca Arango - Jessica
- Lina Balbuena -  Adelaida González Palacio
- María Isabel Bernal - Olivia Romero Herrera
- Estefanía Borge - Chantal
- Juan David Galindo - Alcides Niño
- Felipe Calero - Daniel
- Carlos Hurtado - Wilmer Moya
- Juan Manuel Lenis - Sebastián Gómez Andrade
- Katherine Mira - Mireya León
- Cecilia Navia - Ángela Murcia
- José Luis Paniagua - Harold Peralta
- Marianela Quintero -  Jenny Sotelo Alvarez
- Biassini Segura -  Cesar David Sotelo Alvarez
- Julieth Herrera - Lelis
- Géraldine Zivic - Catalina Lafouri
- Juan Pablo Raba - Alejandro
- Alejandro Tamayo - Faber Penago
- Natasha Klauss - Marcela
- Ricardo Saldarriaga - Rafael
- Rodrigo Candamil - Felipe de Soto
- Alina Lozano - Esther Pimiento
- Saín Castro - Sergio
- Alejandra Azcárate - Margarita Ortiz
- Jairo Ordóñez - Plinio
- José Saldarriaga - Don Gerardo
- Farina Pao - Ela mesma

## Exibição Internacional
- - Galavisión
- - Canal 11
- - Telemetro Panamá
- -Venevisión
- - Canal 9

## Versões
- Para volver a amar, Telenovela mexicana produzida por Roberto Gómez Fernández e Giselle González para Televisa em 2010.[3]

- Mulheres, telenovela portuguesa produzida por TVI em 2014.

- Forssa Thanya, adaptação árabe feita por MBC em 2014.